# Pylopaguropsis teevana
Pylopaguropsis teevana is een tienpotigensoort uit de familie van de Paguridae. De wetenschappelijke naam van de soort is voor het eerst geldig gepubliceerd in 1932 door Boone.